# Andrés Granier Melo
Ing. Andrés Rafael Granier Melo (Villahermosa, 1948) is een Mexicaans politicus van de Institutioneel Revolutionaire Partij (PRI). Sinds 2007 is hij gouverneur van Tabasco.
Granier is afgestudeerd in scheikunde. Van 2000 tot 2006 was hij burgemeester van de gemeente Centro, waar Villahermosa, de hoofdstad van Tabasco onder valt. In 2006 werd hij bij verhitte verkiezingen gekozen tot gouverneur van die staat. Hij behaalde 53% stemmen tegen 43% voor zijn belangrijkste tegenkandidaat César Raúl Ojeda. De oppositionele Partij van de Democratische Revolutie (PRD) en de Nationale Actiepartij (PAN) beklaagden zich over onregelmatigheden en geweldsuitbarstingen rond die verkiezingen. Granier trad aanop 1 januari 2007.